# Sem (Tønsberg)
Pour les articles homonymes, voir Sem.
Sem est une ville de la municipalité de Tønsberg, dans le comté de Vestfold, en Norvège.

## Description
Sa population comptait 2 706 habitants en 2022  et se situe à environ cinq kilomètres à l'ouest de la ville de Tønsberg. Au sud, certains bâtiments s'étendent dans la municipalité de Sandefjord. Les habitants de Sem sont souvent appelés « Semlinger ».
À Sem se trouve le plus ancien bâtiment du pays construit à des fins judiciaires. Le centre de détention a été achevé pour être utilisé en 1843 et fait partie de la prison de Sem (Sem fengsel).
La ville s'est développée après la construction du chemin de fer en 1881, à l'époque de la Première Guerre mondiale, lorsque le lieu avait reçu un télégraphe et d'autres fonctions qui caractérisent les gares-villes norvégiennes. L'ancien tracé routier au sommet de Raet était jusqu'à une époque récente l'artère principale pour le trafic terrestre, et maintenant la route européenne 18. L'école primaire locale, Sem Skole, a été mise en service en 1914. L'église de Sem est une église romane en pierre construite dans la première moitié du XIIe siècle. Tønsberg Airport, Jarlsberg (en), qui a été construit en 1940, est également situé dans cette zone.
Sem appartient à la zone géologique du rift d'Oslo où il y avait du volcanisme à partir de la fin de la période de carbonifère. La rivière Aulie est la seule à traverser le raet.

## Aire protégée
Le lac Akersvannet a été protégé en tant que réserve naturelle d'Akersvannet.

## Galerie

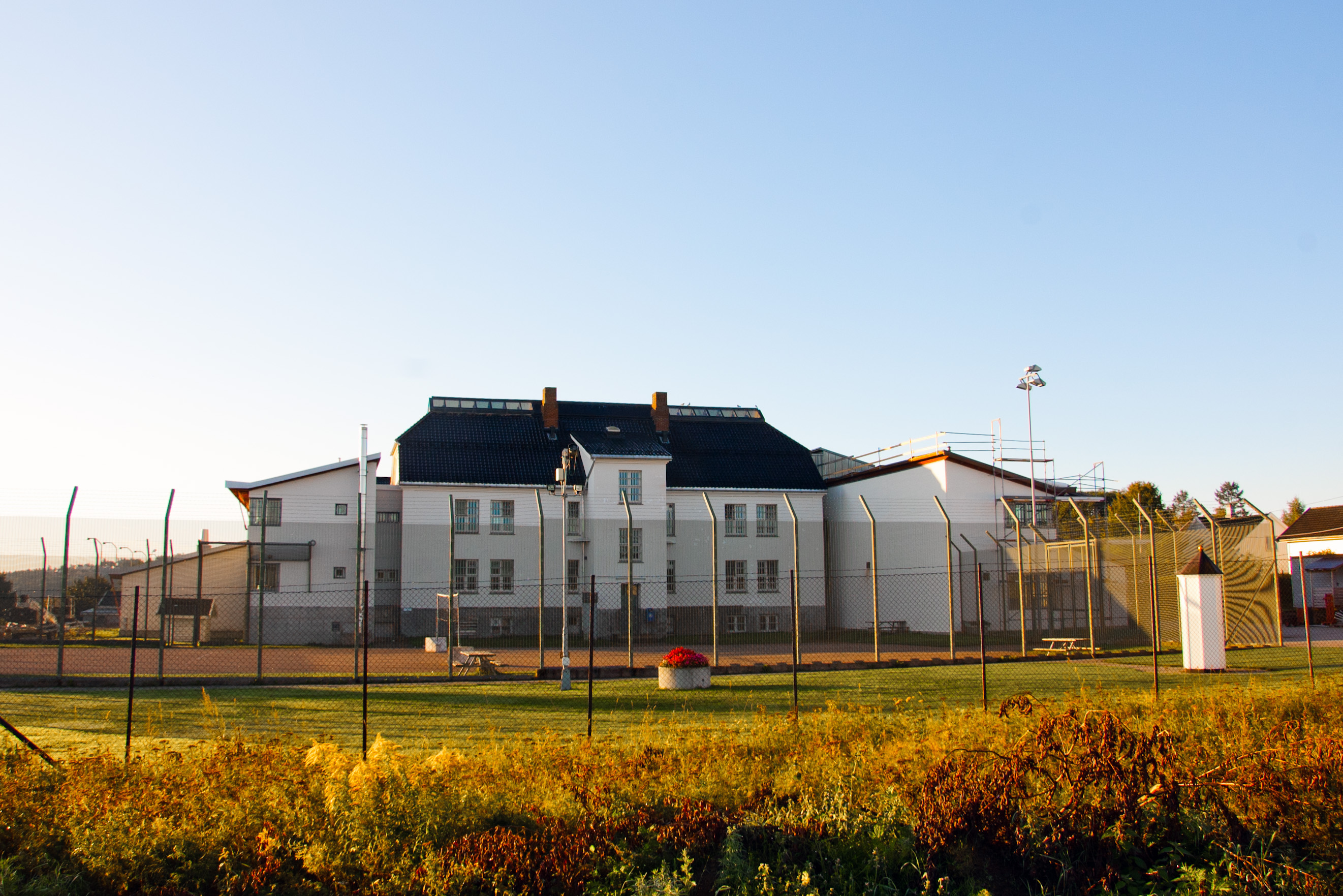
Prison de Sem
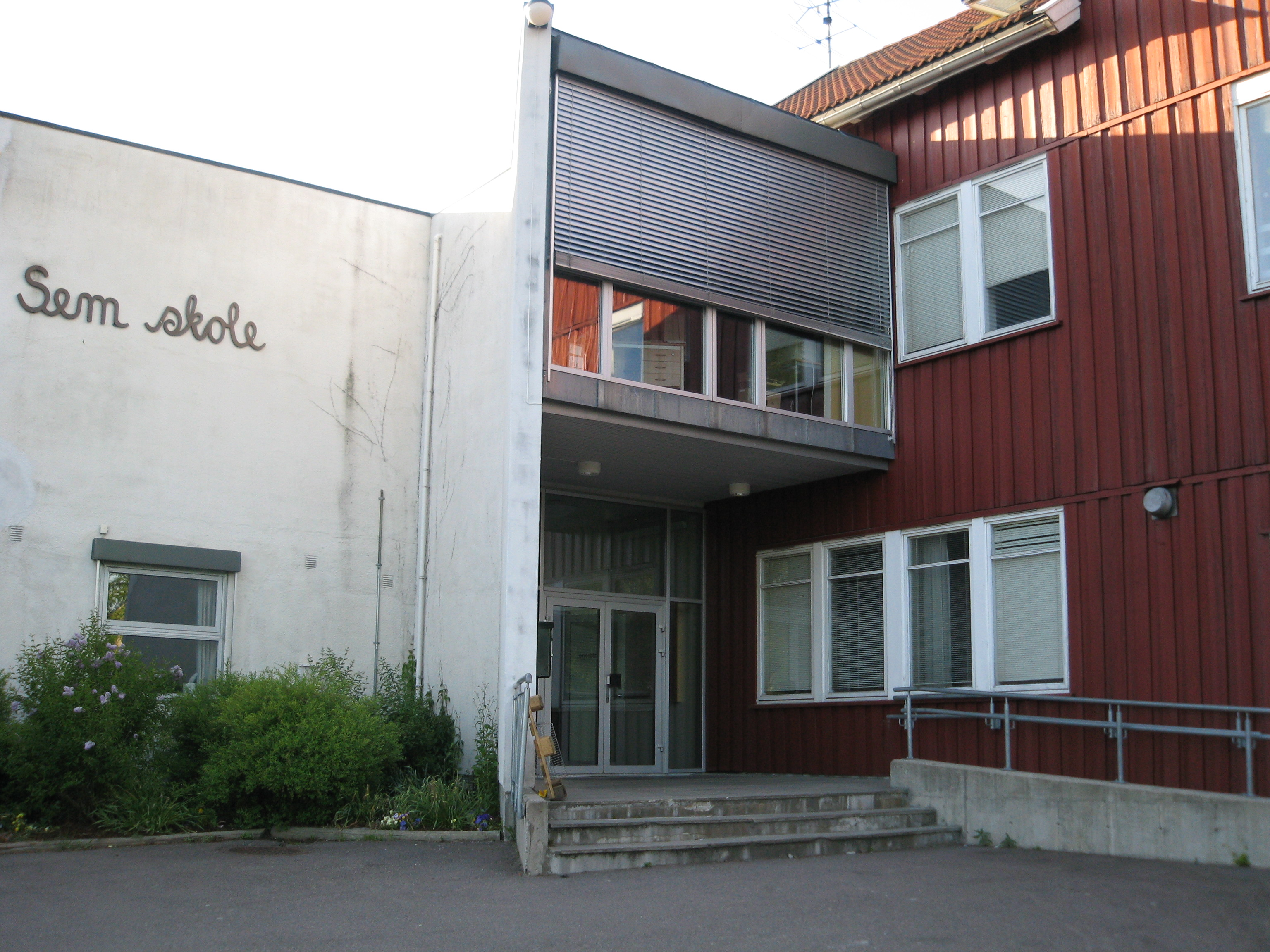
Ecole de Sem
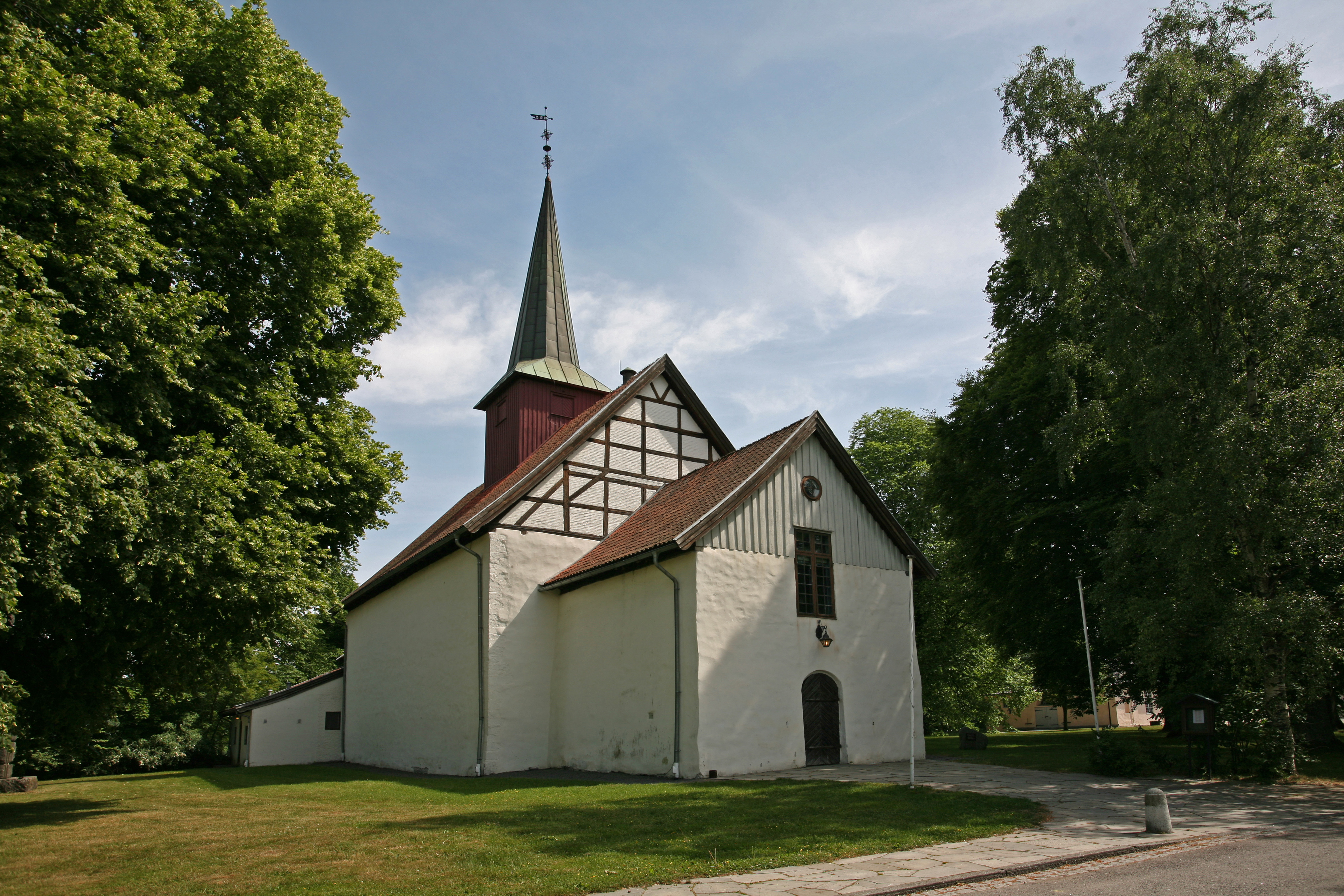
Eglise de Sem